# Гравелли
Гравелли (англ. Gravelly), также Гравелли Хилл (Gravelly Hill) — невключённая территория в округе Йелл штата Арканзас в США. Расположена в левобережье реки Фурш-Ла-Фэв, на автомагистрали Арканзас 28, в 37 км к западу от города Плейнвью. Почтовый индекс — 72838. Уроженцем данной местности был актёр Артур Ханникат.